# Cuervea jamaicensis
Cuervea jamaicensis là một loài thực vật có hoa trong họ Dây gối. Loài này được Proctor mô tả khoa học đầu tiên năm 1982.